# Lijst van beschermd erfgoed in de gemeente Bettembourg
In deze lijst van beschermd erfgoed in de gemeente Bettembourg zijn alle geclassificeerde nationale monumenten van de Luxemburgse gemeente Bettembourg opgenomen.

## Monumenten per plaats

### Bettembourg(Beetebuerg)
| Object           | Bouwjaar/architect | Locatie          | Datum beschermd?      | Coördinaten | Afbeelding |
| ---------------- | ------------------ | ---------------- | --------------------- | ----------- | ---------- |
| Slot Bettembourg |                    |                  | 1968 (MN)             |             |            |
| Terrein          |                    |                  | 30 juni 1973 (MN)     |             |            |
| Gebouwen         |                    | 15, rue de l'Eau | 28 december 2009 (MN) |             |            |

### Fennange(Fenneng)
| Object | Bouwjaar/architect | Locatie | Datum beschermd?      | Coördinaten | Afbeelding |
| ------ | ------------------ | ------- | --------------------- | ----------- | ---------- |
| Kapel  |                    |         | 10 november 1936 (MN) |             |            |

### Noertzange(Näerzeng)
| Object             | Bouwjaar/architect | Locatie | Datum beschermd?  | Coördinaten | Afbeelding |
| ------------------ | ------------------ | ------- | ----------------- | ----------- | ---------- |
| station Noertzange |                    |         | 18 juli 2003 (MN) |             |            |

## Bron
- Liste des immeubles et objets classés monuments nationaux ou inscrits à l'inventaire supplémentaire